# Pirates of the Caribbean (attrazione)

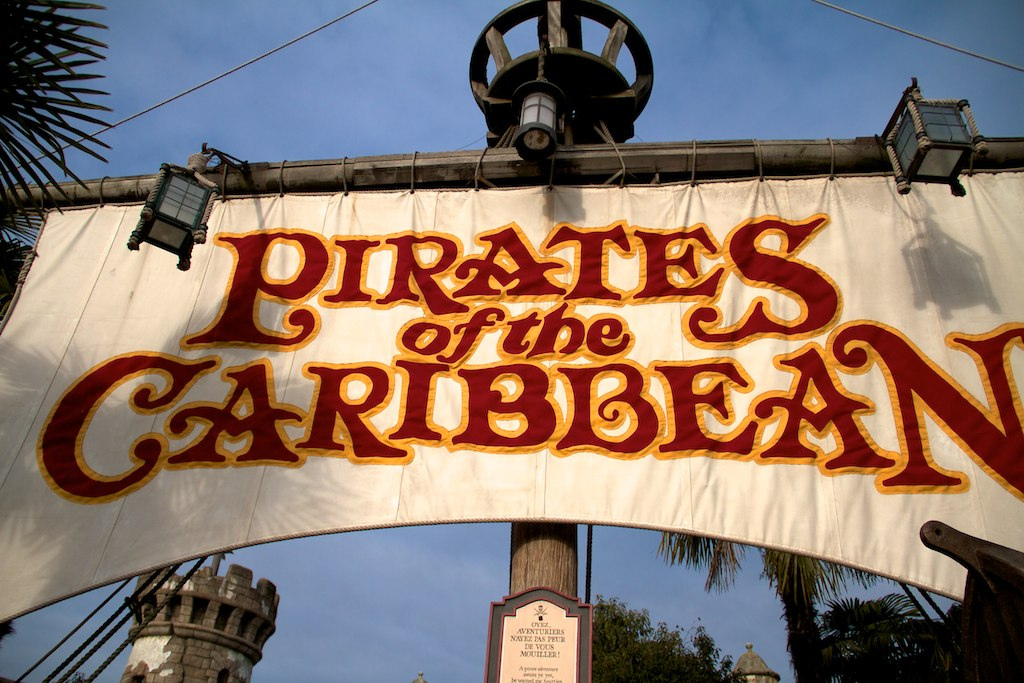
L'insegna dell'attrazione al Parc Disneyland.

Pirates of the Caribbean (in italiano Pirati dei Caraibi) è un'attrazione del tipo dark ride acquatica presente nei parchi Disneyland, Magic Kingdom, Tokyo Disneyland,  Disneyland Paris e Shanghai Disney Resort. Si tratta di una delle attrazioni più celebri dei succitati parchi, nonché una delle più longeve: il suo concept originale è dovuto a un'idea dello stesso Walt Disney. Il tema di questa attrazione è il mondo dei pirati, le cui avventure sono narrate per mezzo di grandiosi effetti speciali in maniera epica, ma non senza comicità e ironia.

## Storia
Nei primi anni sessanta, circa dieci anni dopo l'inaugurazione del suo primo parco, Walt Disney era alla ricerca di idee per nuove attrazioni da implementarvi; in particolare desiderava un'attrazione più "adulta", in grado di richiamare non solo i bambini, ma anche gli adolescenti e i genitori. Nel 1963 iniziò a pianificare un museo delle cere dedicato ai più grandi cattivi della storia e della fantasia, impostato come attrazione walkthrough nella quale i visitatori avrebbero camminato nelle scenografie inerenti ai singoli personaggi: un'ampia sezione avrebbe dovuto essere dedicata ai pirati.
Nel 1964, tuttavia, Disney creò un'attrazione per l'esposizione mondiale di New York, dal titolo It's a Small World: si trattava di una dark ride acquatica i cui animatroni rappresentavano gli abitanti di tutti i paesi del mondo. L'attrazione ebbe molto successo e nel 1966 fu rimontata a Disneyland, dove divenne una delle tappe più amate dai visitatori; Disney allora decise di impostare la nuova attrazione allo stesso modo, e per meglio sfruttare l'elemento acquatico si concentrò esclusivamente sulla sezione piratesca, che venne espansa fino alla totalità dell'attrazione. Disney supervisionò ogni singolo dettaglio della realizzazione dell'opera, ma morì tre mesi prima che fosse completata: Pirates of the Caribbean aprì nel marzo del 1967 a Disneyland.
Inizialmente l'attrazione presentava degli elementi particolarmente adulti, come un linguaggio scurrile e riferimenti sessuali nelle scene; nel corso degli anni questi elementi sono stati modificati o eliminati.
Nel 1973, nel 1983 e nel 1992 nuove versioni dell'attrazione furono installate per l'opening day rispettivamente di Magic Kingdom, Tokyo Disneyland e Disneyland Paris: esse sono quasi l'esatta replica della versione originale, con lievi modifiche negli effetti speciali e nelle scene.
Nel corso degli anni le attrazioni vengono rinnovate mediante l'implementazione di nuovi effetti speciali, scene e restyling generali.
Nel 2003 esce La maledizione della prima luna, film ispirato alle atmosfere e ad alcune scene presenti nelle attrazioni: il successo mondiale di questo film fa sì che negli anni successivi siano prodotti altri quattro film. Il successo di questa serie cinematografica ha avuto una sua influenza anche sulle attrazioni, che vengono modificate con l'aggiunta di scene con protagonista Jack Sparrow, personaggio chiave dei film.
La facciata dell'attrazione a Disneyland ha un secondo piano, all'interno del quale si trova un appartamento privato che Walt Disney intendeva usare assieme a suo fratello Roy per soggiornare all'interno del parco. Walt morì prima del completamento dei lavori e Roy non volle mai usare l'appartamento, così esso fu dismesso o concesso saltuariamente a importanti ospiti. Nel 2007 questo spazio divenne il Disney Dream Suite, una suite lussuosa disponibile per l'affitto.
Una versione dell'attrazione più grande e ricca è stata realizzata nello Shanghai Disney Resort, aperto nel 2016.

## L'attrazione
Pirati dei Caraibi è un'attrazione della tipologia dark ride acquatica: i visitatori sono condotti nel percorso, costruito in un grande capannone sotterraneo, all'interno non di vagoncini come nelle classiche dark ride, ma di barconi da dieci posti ciascuno. Il percorso si compone di scene tipiche dell'iconografia dei pirati del XVIII secolo: arrembaggi, battaglie navali, tesori nascosti, ma anche avventure amorose e comiche. Le scene sono realizzate per mezzo di diorami, effetti speciali e animatroni. Il percorso viene movimentato dalla presenza di drops, ossia di improvvise e veloci discese che simulano delle cascate. Esse sono due a Disneyland e Disneyland Paris, una sola a Magic Kingdom e Tokyo Disneyland. Il capannone in cui si sviluppa l'attrazione è principalmente sotterraneo, e i visitatori possono vederne solo la facciata anteriore, scenografata per somigliare a una fortezza; solo a Disneyland è invece ispirata ad alcune costruzioni della New Orleans del XVIII secolo. A Disneyland l'attrazione si trova a New Orleans Square, mentre negli altri parchi nella zona denominata Adventureland (nel Parc Disneyland è strettamente collegata alla parte piratesca di Adventure Isle). La durata del giro varia notevolmente a seconda della attrazioni: si va dagli 8'30" di Tokyo ai 9'30" di Magic Kingdom ai 10'30" di Disneyland Paris; il percorso più lungo è quello di Disneyland, che dura ben 15'. Allo stato attuale, tutte le versioni dell'attrazione hanno implementato il personaggio cinematografico di Jack Sparrow.
In tutte le versioni delle attrazioni è presente il Blue Bayou Restaurant, unico ristorante di tutti i parchi a essere ambientato all'interno di un'attrazione. Esso si colloca infatti adiacente alla stazione d'imbarco di Pirates of the Caribbean, e gli avventori possono veder passare le imbarcazioni dell'attrazione. Poiché sfrutta gli effetti speciali della giostra, il ristorante dà ai visitatori l'impressione di trovarsi in un'ambientazione marina e notturna. Si tratta di uno dei ristoranti più ambiti, l'unico a richiedere una prenotazione con congruo anticipo; sia a Magic Kingdom che a Disneyland Paris esso si chiama Blue Lagoon.